# Solomon R. Guggenheim Museum

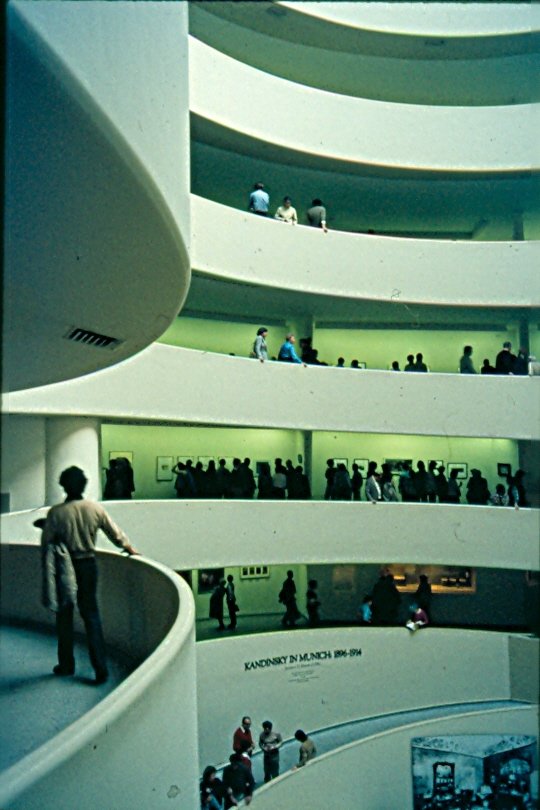
Solomon R. Guggenheim Museum (interiör).

Solomon R. Guggenheim Museum är ett konstmuseum på Manhattan i New York. Den första utställningsverksamheten etablerades 1939, baserad på Solomon R. Guggenheims samlingar. Den nuvarande byggnaden uppfördes 1956–59 efter ritningar av Frank Lloyd Wright. 